# Pomme à cidre
Ne doit pas être confondu avec Pomme acide.

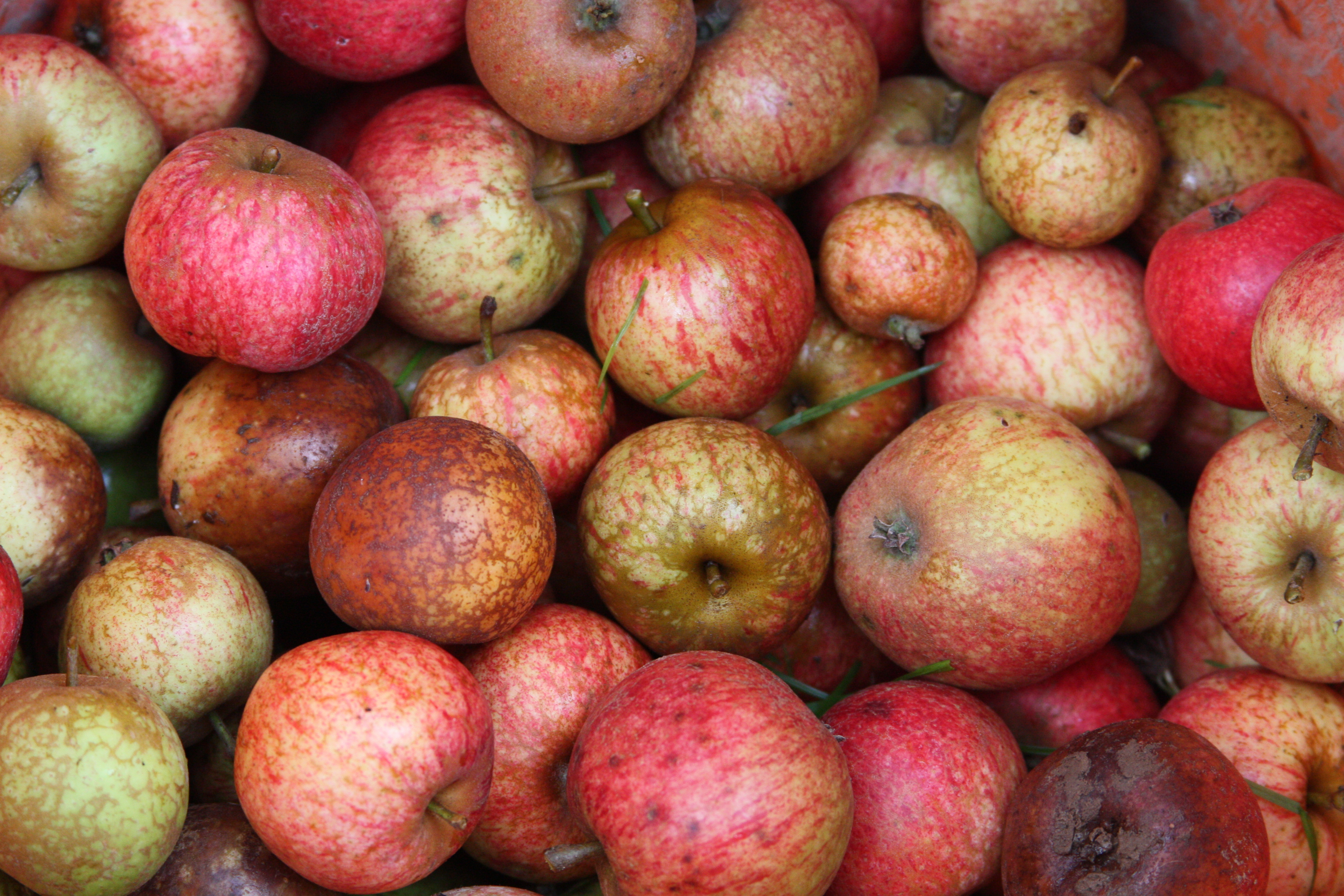
Pommes à cidre.

Les pommes à cidre sont des pommes spécialement sélectionnées pour produire un cidre ou un calvados de qualité. Elles sont généralement de petite taille et riches en tanins, à la différence des pommes de table qui se mangent crues et des pommes à cuire utilisées par exemple pour les compotes. Elles proviennent de vergers en hautes tiges (traditionnellement en champs complantés), et aussi maintenant en basses tiges, généralement installés sur des sols de coteaux argilo-calcaires peu profonds et bénéficiant d'un climat de type tempéré océanique.

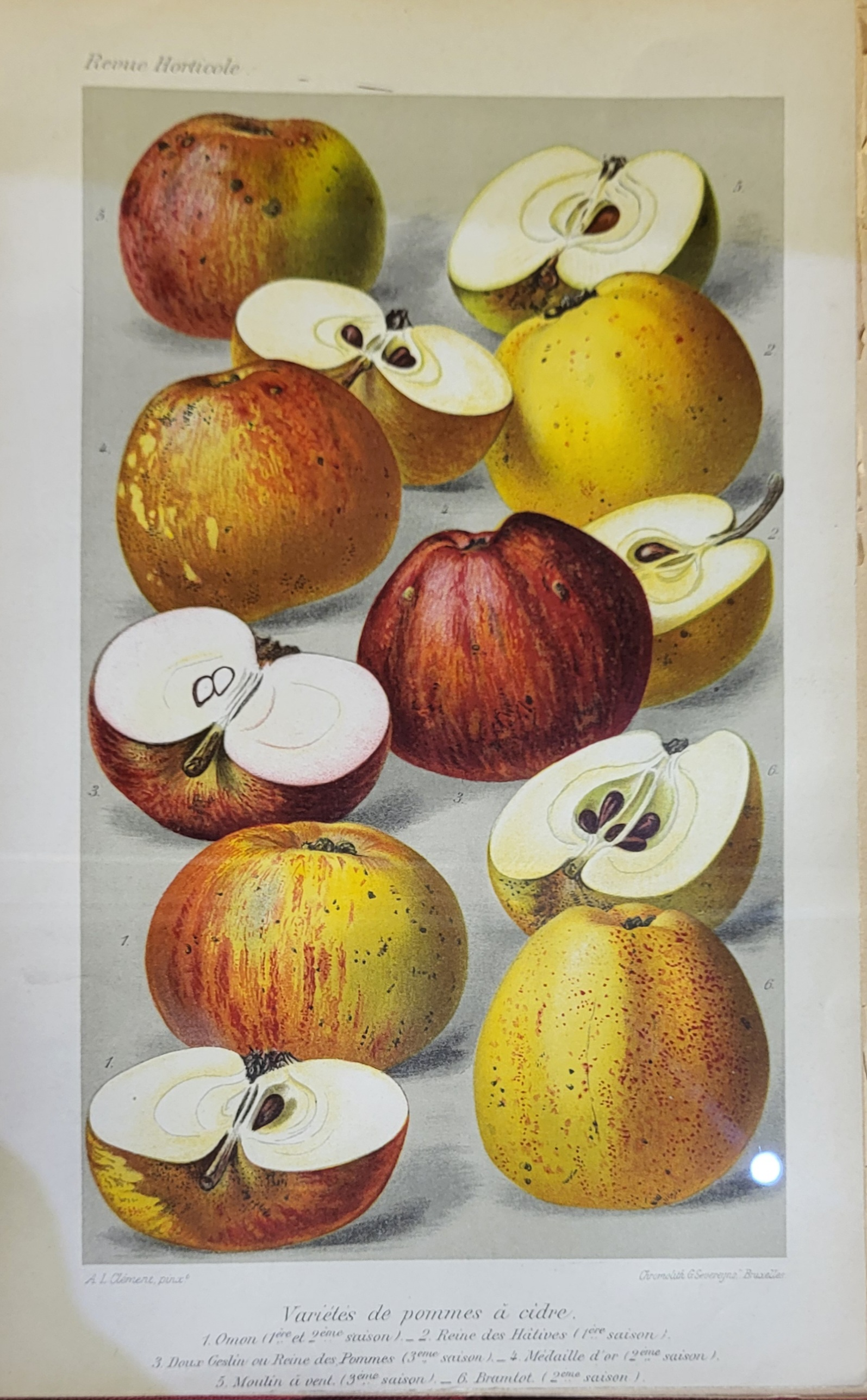
Illustration de six variétés de pommes à cidre, dans le Revue horticole 1896

Les pommes à cidre sont généralement partagées en quatre familles :
- les pommes douces, parfumées et sucrées, donnant sa rondeur au cidre. Elles ont une teneur en tanins inférieure à 0,2 % et une acidité inférieure à 0,45 % ;
- les pommes douces amères, parfumées aussi, mais riches en tanins (plus de 0,2 %) et faibles en acidité (moins de 0,45 %). Elles apportent de la structure et de l'équilibre au cidre. Elles constituent avec les pommes douces la base du cidre et assurent sa conservation et sa teneur en alcool ;
- les pommes amères, souvent dominantes dans les assemblages, riches en tanins (plus de 0,2 %) et aussi en acidité (plus de 0,45 %). Leurs tanins donnent du corps et une couleur intense au cidre ;
- les pommes acidulées, apportent la fraîcheur. Ce groupe est peu tannique (moins de 0,2 %) mais acide (plus de 0,45 %).

Il est souvent fait état d'un cinquième type dit aigre qui sont des pommes très acides et peu tanniques.

## Variétés
- Pommes douces :  Coquerelle, Germaine, Rouge Duret,
- Pommes douces amères : Bedan, Bisquet, Cartigny, Douce Moën, Muscadet de Dieppe, Noël des champs, etc.

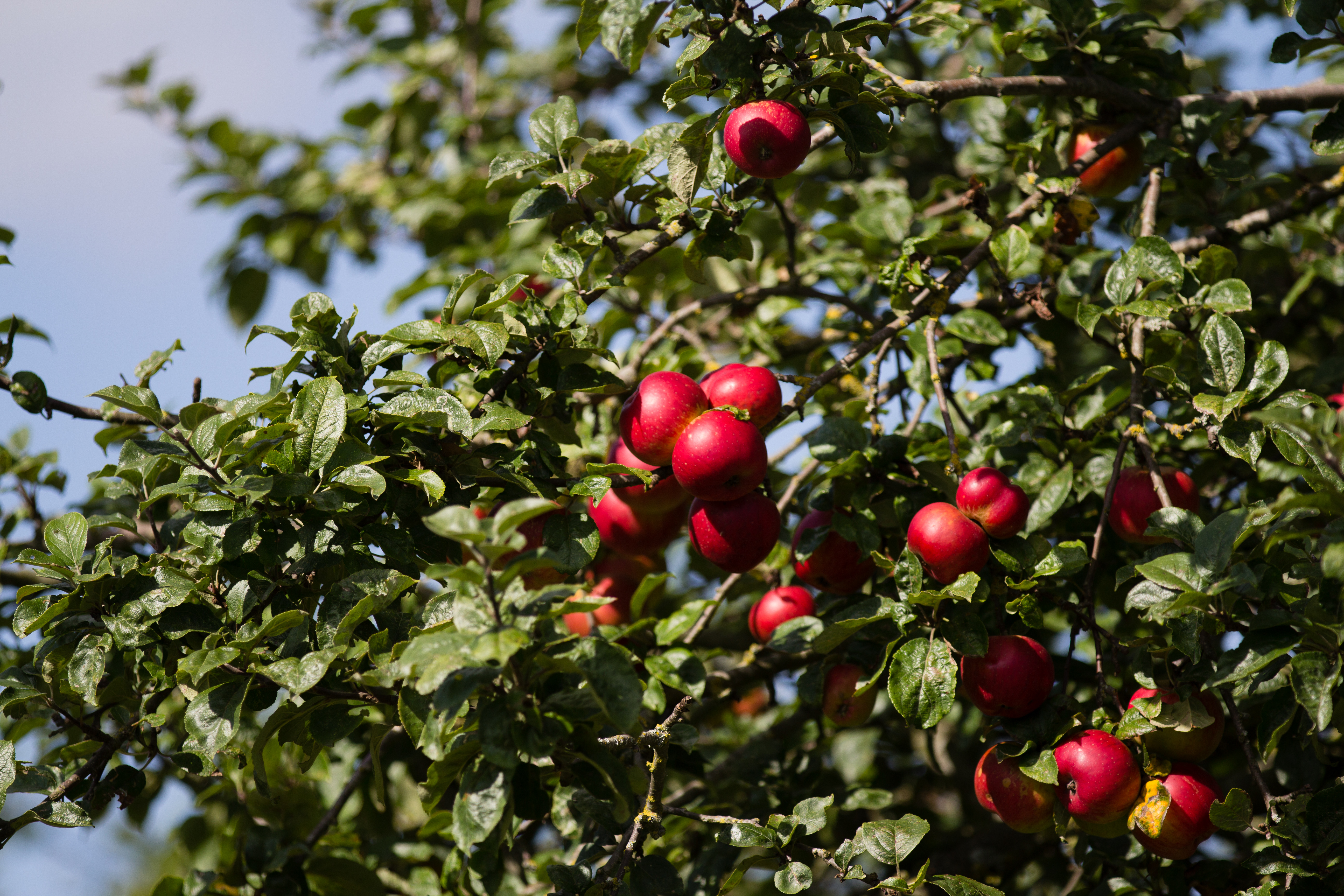
Pommier Fréquin rouge, écomusée du pays de Rennes, France.

- Pommes amères : Chevalier jaune, Domaine, Doux évêque, Fréquin rouge, Kermerrien, Marie Ménard, Tardive de la Sarthe, etc.
- Pommes acidulées : Armagnac, Blanchet, Dio roux, Rambault, René Martin, etc.

Pour la fabrication du cidre, il est généralement utilisé de petites pommes riches en tanins donc des pommes amères et douces amères. Par exemple pour l'AOC Pays d'Auge, 70 % des pommes utilisées sont des pommes des familles amères et douces amères.

## Caractéristiques techniques
| Nom                                 | Type          | Maturité                      | Commentaire                                                                                                  | Polyphénols en g/l d'acide tannique | Acidité en méq/l | Masse volumique en kg/m3 | Rendement d'extraction moyen en kg/100 kg | Origine                   |
| ----------------------------------- | ------------- | ----------------------------- | --- | ----------------------------------- | ---------------- | ------------------------ | ----------------------------------------- | ------------------------- |
| Belle fille de la Manche            | Douce - Amère | Fin septembre - début octobre | |                                     |                  |                          |                                           | France (Manche)           |
| Cazo Jaune                          | Aigre Amère   |                               | | 3,28                                | 196,2            | 1054                     |                                           |                           |
| C'Huero Briz                        | Amère         |                               | | 4,67                                | 30,65            | 1056                     |                                           |                           |
| Chevalier Jaune                     | Amère         |                               | | 3,79                                | 33,09            | 1053                     |                                           |                           |
| Cidor                               | Amère         | Septembre                     | | 4,02                                | 25,9             | 1055                     |                                           |                           |
| Domaines                            | Amère         |                               | | 3,6                                 | 31,81            | 1067                     |                                           |                           |
| Doux Joseph                         | Amère         |                               | | 3,61                                | 31,04            | 1058                     |                                           |                           |
| Fréquin Rouge Petit                 | Amère         | Septembre Octobre             | Mise à fruit lente.                                                                                          | 5,06                                | 36,35            | 1065,7                   | 61,53                                     |                           |
| Jeanne Renard                       | Amère         |                               | | 4,23                                | 25,35            | 1065                     |                                           |                           |
| Kermerrien                          | Amère         | Septembre Octobre             | très juteuse, très parfumée, très Amère, Mise à fruit lente.                                                 | 4,32                                | 22,17            | 1062,1                   | 65,06                                     | France (Finistère)        |
| Marie Ménard                        | Amère         | Septembre Octobre             | Amer, riche en tanin, très bonne densité, coloré, Mise à fruit lente, peu productive.                        | 4,82                                | 32,78            | 1061,8                   | 61,61                                     | France (Côtes d'armor)    |
| Marin Onfroy                        | Amère         |                               | | 3,25                                | 25,5             | 1059                     |                                           |                           |
| Meriennet                           | Amère         |                               | |                                     |                  |                          |                                           |                           |
| Mettais                             | Amère         |                               | | 3,78                                | 25,61            | 1063                     |                                           |                           |
| Petit Amer                          | Amère         |                               | | 4,43                                | 29,65            | 1055                     |                                           |                           |
| Saint-Nicolas                       | Amère         |                               | |                                     |                  |                          |                                           |                           |
| Tardive de la Sarthe                | Amère         |                               | | 3,68                                | 29,51            | 1059                     |                                           |                           |
| Antoinette                          | Douce amère   |                               | | 2,73                                | 36,79            | 1050                     |                                           |                           |
| Argile Rouge Bruyère                | Douce amère   |                               | |                                     |                  |                          |                                           |                           |
| Bedan                               | Douce amère   | Novembre                      | Mise à fruit lente                                                                                           | 2,27                                | 22,04            | 1056                     | 65                                        |                           |
| Binet Blanc                         | Douce amère   |                               | | 2,52                                | 26,5             | 1060                     |                                           |                           |
| Binet Rouge                         | Douce amère   | Octobre                       | Peu productive                                                                                               | 2,41                                | 26,54            | 1063                     | 61                                        |                           |
| Binet Violet                        | Douce amère   |                               | | 2,62                                | 24,93            | 1050                     |                                           |                           |
| Bisquet                             | Douce amère   | Octobre                       | | 2,12                                | 31,31            | 1045                     | 63,1                                      |                           |
| C'Huero Ru                          | Douce amère   |                               | |                                     |                  |                          |                                           |                           |
| Cartigny                            | Douce amère   | Fin octobre                   | | 2,21                                | 31,26            | 1051                     |                                           |                           |
| Clos Renaux                         | Douce amère   | Octobre                       | Peu productive                                                                                               | 2,2                                 | 36,91            | 1052                     | 64,2                                      |                           |
| Clozette Douce                      | Douce amère   |                               | | 2,32                                | 33,25            | 1054                     |                                           |                           |
| Dabinett                            | Douce amère   | Octobre                       | |                                     |                  |                          |                                           |                           |
| Douce Moën (brix 16-20)             | Douce amère   | Octobre / Novembre            | Mise à fruit rapide, peu productive, riche en sucre, bonne conservation                                      | 2,43                                | 31,85            | 1061,1                   | 60,93                                     | France (Finistère)        |
| Doux Lozon                          | Douce amère   |                               | | 2,13                                | 21,21            | 1053                     |                                           |                           |
| Douce Rous Braz (ou Douz Rouz Braz) | Douce amère   | Novembre                      | Peu alternante, ressemble à la variété Peau de Chien. Cidre doux et parfumé. Bonnes à manger cuites au four. |                                     |                  |                          |                                           | France (Finistère)        |
| Grise Dieppois                      | Douce amère   |                               | Fruit gris-roux, amer-doux, excellent                                                                        | 2.257                               |                  |                          |                                           | France (Normandie)        |
| Gros Bois                           | Douce amère   |                               | | 2,86                                | 42,15            | 1050                     |                                           |                           |
| Gros Œillet                         | Douce amère   |                               | |                                     |                  |                          |                                           |                           |
| Kroc'hen Ki                         | Douce amère   |                               | | 2,95                                | 32,25            | 1065,2                   | 65,78                                     |                           |
| Moulin à Vent                       | Douce amère   |                               | | 2,7                                 | 38,96            | 1061                     |                                           |                           |
| Muscadet de Dieppe                  | Douce amère   |                               | | 2,54                                | 30,95            | 1055                     |                                           |                           |
| Noël des Champs                     | Douce amère   |                               | | 2,33                                | 22,6             | 1050                     |                                           |                           |
| Omont                               | Douce amère   |                               | | 2,2                                 | 29               | 1063                     |                                           |                           |
| Peau de Chien                       | Douce amère   |                               | | 2,95                                | 32,25            | 1065                     |                                           |                           |
| Roquet rouge                        | Douce amère   | Octobre                       | Variété douce, très peu amère, riche en sucre. Forte productivité mais totalement alternante.                |                                     |                  |                          |                                           | France (Boulonnais)       |
| Saint Martin                        | Douce amère   |                               | | 2,27                                | 30,09            | 1055                     |                                           |                           |
| Douce Coët Ligné                    | Douce         | Septembre Octobre             | Mise à fruit rapide. Doux, très sucré, parfumé.                                                              | 1,83                                | 29,09            | 1051,6                   | 63,65                                     | France (Morbihan)         |
| Doux au Gober                       | Douce         |                               | |                                     |                  |                          |                                           |                           |
| Doux Evêque Jaune                   | Douce         |                               | | 1,96                                | 24,25            | 1052                     |                                           |                           |
| Doux Normandie                      | Douce         |                               | | 1,42                                | 24,56            | 1065                     |                                           |                           |
| Doux Véret de Carrouges             | Douce         |                               | | 1,77                                | 24,62            | 1055                     |                                           |                           |
| Muscadet Petit de l'Orne            | Douce         |                               | | 1,9                                 | 24,23            | 1061                     |                                           |                           |
| Queue Torte                         | Douce         |                               | |                                     |                  |                          |                                           |                           |
| Rouge Duret                         | Douce         |                               | | 1,65                                | 25,3             | 1049                     |                                           |                           |
| Rousse de la Sarthe                 | Douce         |                               | | 1,64                                | 25,22            | 1056                     |                                           |                           |
| Prat yoed                           | Douce         |                               | Chair douce et amère                                                                                         |                                     |                  |                          |                                           | France (Finistère)        |
| Blanchet                            | Acidulée      |                               | | 1,28                                | 71,4             | 1050                     |                                           |                           |
| Chanteline                          | Acidulée      | Octobre                       | |                                     |                  |                          |                                           |                           |
| Guillevic                           | Acidulée      |                               | | 1,35                                | 86,29            | 1059,9                   | 62,28                                     |                           |
| Judeline                            | Acidulée      | Septembre Octobre             | Mise à fruit rapide, très productive                                                                         | 0,67                                | 75,42            | 1050                     | 72,5                                      |                           |
| Locard Blanc                        | Acidulée      |                               | |                                     |                  |                          |                                           |                           |
| Pomme de Moi                        | Acidulée      |                               | |                                     |                  |                          |                                           |                           |
| Rouget de Dol Gros                  | Acidulée      |                               | |                                     |                  |                          |                                           |                           |
| Sebin Blanc                         | Acidulée      |                               | | 1,44                                | 81,2             | 1051                     |                                           |                           |
| Tesnière                            | Acidulée      |                               | | 1,56                                | 83,97            | 1055                     |                                           |                           |
| Armagnac                            | Aigre         |                               | | 1,7                                 | 121,21           | 1065                     |                                           |                           |
| Avrolles                            | Aigre         | Novembre                      | | 0,87                                | 178,99           | 1055                     | 67,5                                      | France (Yonne)            |
| Blanc Sur                           | Aigre         |                               | | 1,23                                | 99,25            | 1055                     |                                           |                           |
| Diot Roux                           | Aigre         |                               | | 1,85                                | 146,48           | 1052                     |                                           |                           |
| Gesnot                              | Aigre         |                               | | 1,11                                | 97               | 1049                     |                                           |                           |
| Jaune de Vitré                      | Aigre         |                               | | 1,61                                | 132,44           | 1060                     |                                           |                           |
| Judaine                             | Aigre         | Septembre Octobre             | | 0,75                                | 100,4            | 1053                     |                                           |                           |
| Judin                               | Aigre         |                               | | 0,89                                | 98,24            | 1060                     |                                           |                           |
| Judor                               | Aigre         | Octobre Novembre              | Très productive, recommandée pour le jus. Conservation longue.                                               | 0,73                                | 100,63           | 1052,5                   | 68,03                                     |                           |
| Juliana                             | Aigre         | Octobre                       | | 1,78                                | 154              | 1061                     |                                           |                           |
| Jurella                             | Aigre         | Novembre                      | | 0,61                                | 126,7            | 1053                     |                                           |                           |
| Locard Vert                         | Aigre         | Octobre                       | |                                     |                  |                          |                                           |                           |
| Petit Jaune                         | Aigre         | Octobre                       | Mise à fruit rapide, très recherché pour le jus. Bonne pomme à cuire.                                        | 1,2                                 | 110,59           | 1055                     | 69,5                                      | France (Loire Atlantique) |
| Pomme de Bouet                      | Aigre         |                               | |                                     |                  |                          |                                           |                           |
| Rambault                            | Aigre         |                               | | 1,4                                 | 95,76            | 1061                     |                                           |                           |
| Rénao                               | Aigre         |                               | |                                     |                  |                          |                                           |                           |
| René Martin                         | Aigre         |                               | | 1,38                                | 113,31           | 1053                     |                                           |                           |
| Peau d'âne                          |               | Novembre Décembre             | |                                     |                  |                          |                                           | France                    |
| Président                           | Douce         |                               | |                                     |                  |                          |                                           | France                    |
| Pomme du Verger                     |               |                               | |                                     |                  |                          |                                           | France                    |
| Normandie Blanc                     | Douce amère   | Novembre Décembre             | |                                     |                  |                          |                                           | France                    |
| Marseigna                           | Douce amère   | Novembre                      | |                                     |                  |                          |                                           | France                    |
| Maman Lili                          |               |                               | |                                     |                  |                          |                                           | France                    |
| La Douce                            |               |                               | |                                     |                  |                          |                                           | France (Sud-Ouest)        |
| Blanquette                          |               |                               | |                                     |                  |                          |                                           | France                    |
| Amère nouvelle                      | Douce amère   | Novembre                      | |                                     |                  |                          |                                           | France                    |